# Tamid (Talmud)
El tratado talmúdico de Tamid (en hebreo: מסכת תמיד) (transliterado: Masejet Tamid ) forma parte del orden de Kodashim, y es el tratado más corto del Talmud y la Mishná. Tamid trata sobre el servicio diario que tenía lugar en el Templo de Jerusalén, sobre los sacrificios, el incienso y las bendiciones sacerdotales. El tratado de Tamid concluye con el tema de los cantos que el coro de levitas cantaba en el templo sagrado, acompañando los sacrificios diarios.
- El capítulo 1 trata sobre las vigilias nocturnas sacerdotales y los preparativos para el sacrificio matutino, en particular sobre la limpieza de las cenizas del altar restantes de las ofrendas del día anterior.

- El capítulo 2 trata principalmente de prender un nuevo fuego sobre el altar.

- El capítulo 3 trata sobre el sorteo para determinar qué sacerdotes habían de realizar los diversos deberes relativos a los sacrificios.

- El capítulo 4 describe en detalle cómo el cordero era sacrificado y como el animal era preparado para el sacrificio.

- El capítulo 5 dice que la recitación de la oración del Shemá Israel en el Templo era precedida por una bendición y era seguida por otras tres, incluyendo la bendición bíblica sacerdotal.

- El capítulo 6 trata sobre la ofrenda del incienso.

- El capítulo 7 trata primero de la entrada del Sumo Sacerdote en el Templo, de la postración del mismo y de la manera en que el Sumo Sacerdote y los sacerdotes comunes administraban la bendición sacerdotal. El capítulo sigue con un largo párrafo donde se expone en detalle el ceremonial especial, cuando el sumo sacerdote participaba en el servicio del sacrificio.[2]